# Пирс, Бесси
Бесси Луиза Пирс (англ. Bessie Louise Pierce, 20 апреля 1888, Caro, Мичиган — 3 октября 1974, Айова-Сити, Айова) — американский историк, известна своим трёхтомным трудом «История Чикаго».

## Биография
Пирс родилась в Каро, штат Мичиган, и выросла в Уэверли, штат Айова. Она получила степень бакалавра в Университете Айовы и степень магистра в Чикагском университете в 1918 году. Она поступила на факультет исторического факультета Университета Айовы под руководством Артура М. Шлезингера-старшего, который убедил её получить докторскую степень.
В 1929 году она вернулась в Чикагский университет по просьбе Чарльза Эдварда Мерриама, чтобы курировать проект «История Чикаго». Для Всемирной выставки «Столетие прогресса» в 1933 году она написала «Как другие видят Чикаго: впечатления посетителей, 1673–1933». Затем она начала свою самую известную работу «История Чикаго». Первые два тома вышли в 1937 и 1940 годах. В 1955 году она была удостоена стипендии Гуггенхайма. Она закончила третий том в 1957 году, через три года после того, как вышла на пенсию и стала почётным профессором. Пирс начала работу над четвёртым томом, который должен был охватывать период с 1894 по 1915 годы, но так и не был завершён. Она вернулась в Айову в 1973 году и умерла в следующем году.

## Известные работы
- As Others See Chicago: Impressions of Visitors, 1673–1933. Chicago: University of Chicago Press, 1933.
- A History of Chicago, volume 1: The Beginning of a City, 1673-1848. New York : A.A. Knopf, 1937. Reprinted by the University of Chicago Press, 2007. ISBN 978-0-226-66839-0
- A History of Chicago, volume 2: From Town to City, 1848-1871. New York : A.A. Knopf, 1940. Reprinted by the University of Chicago Press, 2007. ISBN 978-0-226-66840-6
- A History of Chicago, volume 3: The Rise of a Modern City, 1871-1893. New York : A.A. Knopf, 1957. Reprinted by the University of Chicago Press, 2007, ISBN 978-0-226-66842-0